# Romandie.com
Pour les articles homonymes, voir Romandie (homonymie).
Romandie.com est un site suisse d'information fondé en 1997 et édité par le groupe Internet Virtual Network.

## Présentation

### Origines
Le site d'information Romandie.com est fondé en mai 1997 par Abanys Concept, une société lausannoise. Le nom est racheté à Denis Voelke fin 1998 à hauteur de 50 % par Stéphane Pictet (demi-frère du banquier Ivan Pictet) et son beau-frère Stefan Renninger, propriétaires de Virtual Network,.

### Développement par Virtual Network
À partir de 2001, il est entièrement la propriété de la société Virtual Network. Romandie.com diffuse de l'information sur la Suisse et traite de sujet internationaux. Le site collabore en M2M avec des agences, dont l'Agence France Presse et l'Agence télégraphique suisse. Une version papier a été envisagée en 2002. Le site diffuse la Coupe du monde de football 2002, contrairement à la Télévision suisse romande. 
Le site propose également une messagerie gratuite, comptant 25 000 utilisateurs fin décembre 2004, son propre navigateur, RomandieFox, , version régionale de Firefox, à partir de 2004, le premier moteur de recherche consacré à la Suisse romande, un espace de messagerie  instantanée, un halle marchande et des petites annonces. Il lance en 2007 un radar de détection des pluies pour la Suisse romande, intitulé Meteoscan.  
Le 1er janvier 2019, après environ trois millions de dépêches en plus de vingt ans, Romandie.com cesse définitivement son service d'information. Le site qui diffusait les informations de manière automatisée ne rapportait plus d'argent à ses propriétaires, qui ont préféré investir dans des secteurs plus rentables. 

### Chiffres
Le site comptait 5,6 millions de pages vues par mois en 2001 et 1,3 million en décembre 2018. Il est en septembre 2007 le site Internet comptant le plus de visites en Suisse romande, devant tsr.ch.
Son chiffre d'affaire est de 8,6 millions de francs en 2007.
En 2012, le média comptait huit salariés. Grâce à l'automatisation de la diffusion des informations collectées auprès d'agences de presse, le site n'avait plus de personnel en 2019 au moment de sa cessation d'activités.